# Рамазанов Шаміль Гаджимуратович
Шаміль Гаджимуратович Рамазанов (17 червня 1989, м. Харків, СРСР) — український хокеїст, правий нападник. Виступав за ХК «Донбас».
Вихованець хокейної школи «Нафтохімік» (Нижньокамськ). Виступав за «Нафтовик» (Леніногорськ), «Реактор» (Нижньокамськ), «Іжсталь» (Іжевськ), «Аріада-Акпарс» (Волжськ), ХК «Рязань», ХК «Беркут», ХК «Донбас».
У складі національної збірної України провів 16 матчів (0+4); учасник чемпіонату світу 2012 (дивізіон I).